# Jakob Nagel (Politiker)

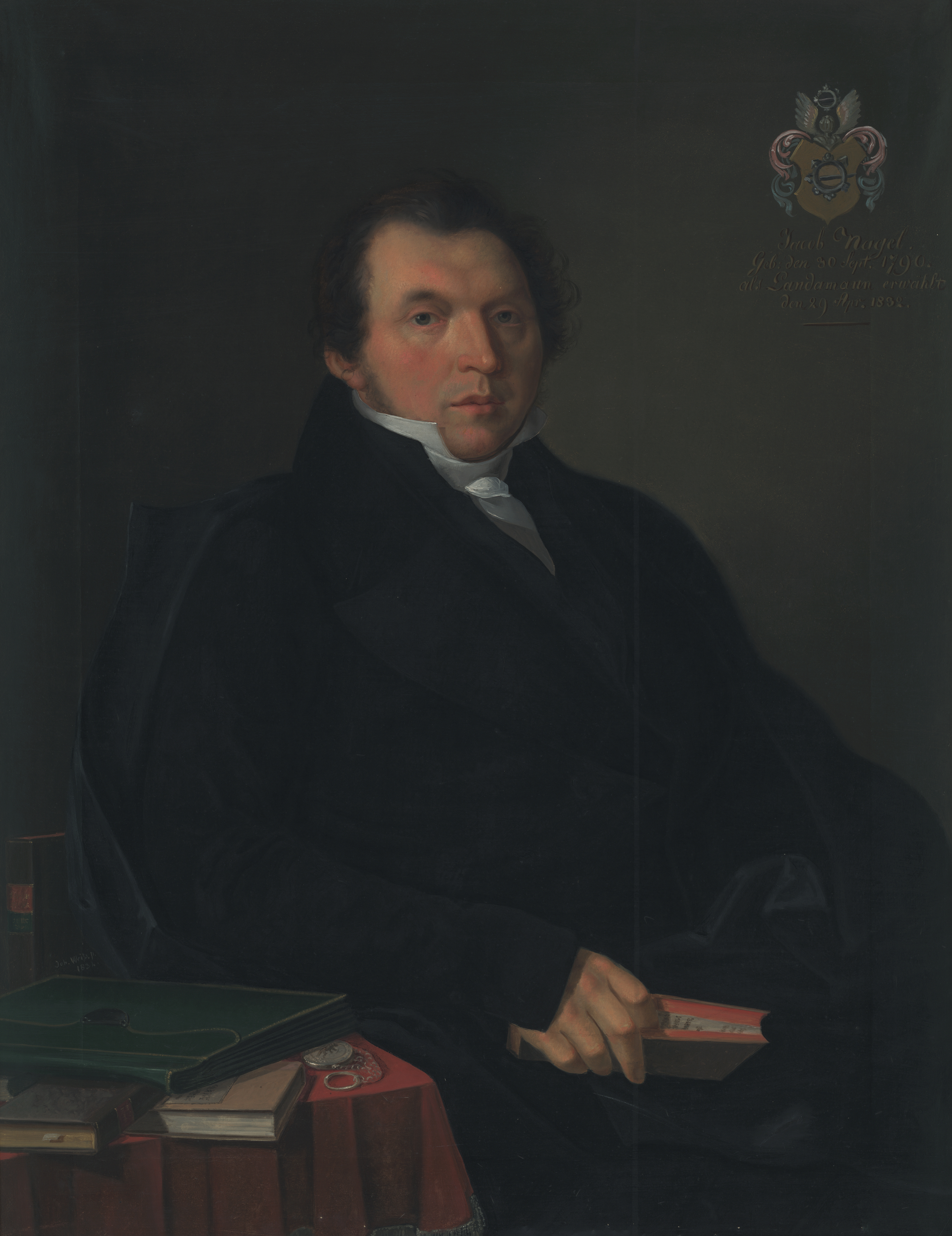
Jakob Nagel, Landammann von Appenzell Ausserrhoden, Gemälde von Johannes Weiss (1834)

Jakob Nagel (* 30. September 1790 in Teufen; † 8. Juni 1841 ebenda; heimatberechtigt ebenda) war ein Schweizer Landammann, Tagsatzungsgesandter und Arzt aus dem Kanton Appenzell Ausserrhoden.

## Leben
Johann Jakob Nagel war der Sohn von Jakob Nagel, Arzt und Gemeinderat, und Anna Hohl. Er ehelichte 1814 Anna Barbara Kölbener, Tochter von Sebastian Kölbener.
Nagel bekam Privatunterricht und studierte später in Zürich, Bern und von 1807 bis 1809 in Tübingen. 1810 trat er ohne Abschluss in die väterliche Arztpraxis ein und übernahm sie später. Nagel war 1813 und 1815 als Bataillonsarzt bei eidgenössischen Feldzügen dabei. Er war 1823 Mitgründer der kantonalen Privatfeuerversicherung und blieb bis 1832 deren Präsident.
Nagel wurde politisch aktiv und amtierte von 1817 bis 1824 als Ratsherr in Teufen und anschliessend von 1824 bis 1829 als Gemeindehauptmann, Gemeindeschreiber sowie Grossrat. Er hatte von 1829 bis 1832 das Amt des Landeshauptmanns inne. Von 1830 bis 1838 war er der Tagsatzungsgesandte des Kantons Appenzell Ausserrhoden. Nebenbei war Nagel auch noch von 1832 bis 1833 Eidgenössischer Kommissär zur Schlichtung der Wirren im gespaltenen Kanton Basel sowie im Kanton Schwyz. Von 1832 bis 1839 amtierte er als Ausserrhoder Landammann. Nagel war in dieser Funktion treibende Kraft bei der kantonalen Verfassungsrevision 1834. Er setzte sich insbesondere für Pressefreiheit und Gewaltentrennung ein. Nagel führte Tagebuch und protokollierte seine Sitzungen und Briefe genau.